# Cataulacus difficilis
Cataulacus difficilis é uma espécie de formiga do gênero Cataulacus, pertencente à subfamília Myrmicinae.